# Манхэттенская история любви
«Манхэ́ттенская исто́рия любви́» (англ. Manhattan Love Story) — американский телевизионный сериал, созданный Джеффом Лоуэллом, который вышел на ABC в сезоне 2014—2015 годов. В центре сюжета находится пара, которая только что познакомилась на Манхэттене. Шоу транслировалось по вторникам, в паре с ситкомом «Селфи», начиная с 30 сентября 2014 года.
Сериал получил смешанные отзывы от критиков и дебютировал с рейтингом в 1,5 в категории 18-49. 24 октября 2014 года, шоу было закрыто после четырёх эпизодов, последний из которых собрал мизерные 0,7 в категории 18-49. Оставшиеся из не показанных на телевидении эпизодов впоследствии транслировал Hulu.

## Производство
В октябре 2013 года ABC купил сценарий пилотного эпизода романтической комедии у Джеффа Лоуелла. 7 января 2014 года канал дал зелёный свет на съемки пилота. 24 января было объявлено, что Анали Типтон будет играть ведущую женскую роль в пилоте, а 4 февраля Джейк Макдорман получил главную мужскую роль. Основной состав завершили Джейд Катта-Прета (10 февраля), Николас Райт (14 февраля) и Хлоя Уиппер (24 февраля). Курт Фуллер позже был добавлен к основному составу после первоначально планировавшегося гостевого появления в пилоте.
8 мая 2014 года, ABC заказал съемки первого сезона сериала для трансляции в телесезоне 2014-15 годов.

## В ролях
- Анали Типтон — Дана
- Джейк Макдорман — Питер
- Николас Райт в — Дэвид
- Джейд Катта-Прета — Эми
- Хлоя Уиппер — Хлои
- Курт Фуллер — Уильям